# كمال (مخرج)
كمال (بالإنجليزية: Kamal)‏ هو كاتب سيناريو ومخرج هندي، ولد في 28 نوفمبر 1957 في Mathilakam ‏ في الهند.

## وصلات خارجية
- كمال على موقع IMDb (الإنجليزية)
- كمال على موقع أول موفي (الإنجليزية)
- كمال على موقع قاعدة بيانات الفيلم (الإنجليزية)